# ستيفن بي ناش
ستيفن بي نـاش (بالإنجليزية: Stephen P. Nash)‏ هو محامي أمريكي، ولد في 26 أغسطس 1821 في ألباني في الولايات المتحدة، وتوفي في 4 يونيو 1898 في برناردسفيل في الولايات المتحدة.